# Autotrofizm

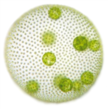
Toczek (przykład autotrofa)

Autotrofizm, samożywność (gr. autós ‘sam’, trophikós ‘odżywczy’) – jeden z dwóch podstawowych (obok heterotrofizmu) sposobów odżywiania się organizmów. Autotrofy (organizmy samożywne) samodzielnie przeprowadzają biosyntezę złożonych związków organicznych (węglowodanów, tłuszczów, białek) z prostych nieorganicznych związków węgla (dwutlenek węgla, węglany), azotu (azotany, sole amonowe) oraz wody, wykorzystując do tego celu energię świetlną uzyskiwaną w procesie fotosyntezy lub energię chemiczną uzyskiwaną z utleniania prostych związków nieorganicznych.
Ze względu na rodzaj wykorzystywanej energii autotrofy dzielimy na:
- fotoautotrofy (rośliny wyższe, bakterie purpurowe, bakterie zielone, sinice, niektóre pierwotniaki, protisty roślinopodobne i inne glony)
- chemoautotrofy (bakterie nitryfikacyjne, bakterie siarkowe, bakterie żelazowe, bakterie metanowe itp.)

U zielenic z rodzaju Scenedesmus występują obie te formy odżywiania (chemoautotrofia pojawia się w przypadku braku światła).